# Gare de Cavone (Ajaccio)
Ne doit pas être confondu avec Gare de Cavone (Ventiseri).
La gare de Cavone est une gare ferroviaire française de la ligne de Bastia à Ajaccio (voie métrique), située sur le territoire de la commune d'Ajaccio, à proximité de l'aéroport d'Ajaccio, dans le département de la Corse-du-Sud et la Collectivité de Corse (CdC).
Elle est mise en service en 1893 avec le nom de « Campo dell'Oro » par la Compagnie de chemins de fer départementaux (CFD). Elle a pris son nom actuel le 6 janvier 2014. C'est une halte des Chemins de fer de la Corse (CFC) desservie par des trains « grande ligne » et « périurbain ». Arrêt facultatif (AF), il faut signaler sa présence au conducteur pour qu'il y ait un arrêt du train.

## Situation ferroviaire
Établie à 7 mètres d'altitude, la gare de Cavone est établie au point kilométrique (PK) 151,9 de la ligne de Bastia à Ajaccio (voie unique à écartement métrique), entre les gares de Effrico (s'intercale l'ancienne gare de Caldaniccia) et du Ricanto.

## Histoire
La halte de « Campo dell'Oro » est mise en service le 20 août 1893 par la Compagnie de chemins de fer départementaux (CFD), à la suite d'un vœu émis par le conseil général. Elle est située au lieu-dit « Campo dell'Oro », au passage à niveau avec la route nationale no 196. Le 6 janvier 2014 la halte a été renommée avec le nom de « Cavone ».

## Service des voyageurs

### Accueil
Halte CFC, c'est un point d'arrêt non géré (PANG) à accès libre. Elle est équipée d'un quai avec un abri. Arrêt facultatif (AF) : le train ne s'arrête que si la demande a été faite au conducteur.

### Desserte
Cavone est desservie (éventuellement : arrêt facultatif (AF)) par des trains CFC « grande ligne » de la relation : Bastia (ou Corte) - Ajaccio et de la « desserte périurbaine d'Ajaccio », relation Mezzana - Ajaccio.

### Intermodalité
Le stationnement des véhicules est possible à proximité.